# Dziaddin Mukarram Shah di Kedah
Paduka Sri Sultan Zia ud-din Mukarram Shah ibni al-Marhum Sultan Muhi ud-din Mansur Shah (... – Kota Indira Kayangan, 1º maggio 1688) è stato sultano di Kedah dal 1662 al 1688.
Venne educato privatamente.
Il 4 gennaio 1662 fu proclamato sultano. Il 18 febbraio 1663 collaborò con il ministro Jemaah per costruire una città a Wai, nell'odierno Perlis, chiamata Kota Indera Kayangan. Il 30 agosto 1664 lui, i suoi parenti e il ministro Jemaah si trasferirono a Indera Kayangan. Consegnò Kota Sena a Dato' Biram Pahlawan e a Panglima Jugar Alam poiché se ne prendessero cura. Ordinò a Dato' Seri Maharaja Putra Dewa di costruire una città chiamata Kota Bukit Pinang. Accettò la sovranità siamese e nel gennaio del 1674 inviò il primo bunga mas.
Si sposò due volte ed ebbe due figli, un maschio e una femmina.
Morì a Kota Indira Kayangan il 1º maggio 1688 per malattia e fu sepolto nel cimitero della stessa città.